# Marija Pryschljak
Marija Olha Pryschljak (ukrainisch Марія Пришляк, englisch Maria Pryshlak; * 18. Februar 1949) ist eine US-amerikanisch-ukrainische Historikerin. Sie ist seit 2016 Rektorin der Ukrainischen Freien Universität (UFU) mit Sitz in München.

## Leben
Marija Pryschljak wurde in einem DP-Lager in München geboren, wohin ihre Familie nach dem Zweiten Weltkrieg aus der Ukraine gekommen war. Auf der Flucht vor der sowjetischen Armee von Lemberg aus erreichten ihre Eltern über die Slowakei und Österreich die amerikanische Besatzungszone und lebten eine Zeit lang in einem Lager für ukrainische Flüchtlinge in Bayern, bevor sie in die USA auswanderten. Sie hat einen Bruder, mit dem sie in New York aufwuchs.
Marija Pryschljak studierte Geschichte und erwarb 1984 einen Doktor der Philosophie in Geschichte und politischer Philosophie an der Columbia University in New York City. Sie war leitende Redakteurin der Zeitschrift Problems of Communism und Direktorin des International Program of Eastern European and Eurasian Studies an der Georgetown University in Washington, D.C., USA, und leitete das vom US-Kongress mit mehreren Millionen Dollar finanzierte Weiterbildungsprogramm East Central European Scholarship Program.
Nach der Tätigkeit an der Georgetown University war Pryschljak Präsidentin der Łazarski-Universität in Warschau, Mitglied der Fulbright-Kommission in Warschau und Mitglied einer speziellen Arbeitsgruppe für Lehrplangestaltung im polnischen Ministerium für Hochschulbildung. Sie gründete außerdem das Beratungsunternehmen Higher Education Consulting.
Marija Pryschljak war zweimalige Dekanin der Staats- und Wirtschaftswissenschaftlichen Fakultät der Ukrainischen Freien Universität München. Auf der Hauptversammlung der Fakultät der Professoren und der Räte der UFU-Fakultäten am 4. Juli 2015 wurde sie zur Rektorin der Ukrainischen Freien Universität (UFU) mit Sitz in München gewählt. Seit dem 14. Juni 2016 ist Maria Pryshlyak als Rektorin im Amt.
Sie ist die Autorin eines Buches über die Verfassungstheorie Lukasz Opalinskis und war Herausgeberin des Handbook on Diplomacy der Georgetown University. Für ihr vielfältiges Wirken wurde sie mehrfach geehrt, darunter mit der Adlermedaille in Gold des albanischen Präsidenten, dem Ritterkreuz des Ordens der Polonia Restituta des polnischen Präsidenten und der Auszeichnung des rumänischen Premierministers für höchste zivile Verdienste.

## Schriften
- 'Forma Mixta' As a Political Ideal of A Polish Magnate, The Polish Review 26, 3 (1981), S. 26–42, JSTOR:25777832
- The well-ordered state in the political philosophy of the Polish aristocracry: Lukasz Opalinski's Rozmowa plebana z ziemianinem and Polonia defensa, Columbia University 1988
- Państwo w filozofii politycznej Łukasza Opalińskiego, Historia Iagellonica Krakau 2000, ISBN 83-88737-15-5